# RSMインターナショナル
RSMインターナショナル（RSM International Limited）は、イギリスのロンドンを本部とする世界第6位の会計事務所である。アメリカ合衆国内ではビッグフォーに次ぐ第5位（2020年度）を占める。

## 沿革
前身は1964年に創設された小規模ネットワークで、当初はDRMと称していた。1993年に組織再編を行い、RSMインターナショナルへ改称した。RSMとは、創設時のメンバーファームであるロブソン・ロード（Robson Rhodes、イギリス）、サルストロ・レイデル（Salustro Reydel、フランス）及びマックグラッドリー（McGladrey、アメリカ合衆国）の頭文字を取ったものである。
しかしながら、これらのうちRSMのメンバーファームとして現存するものはマックグラッドリーのみである。サルストロ・レイデルは2005年にKPMGの現地ファームであるKPMG S.A.に吸収された。これに先立ちRSMは同地に新たなメンバーファームを設立している。一方ロブソン・ロードは2006年11月にマックグラッドリーとの合併を発表していたものの財務上の問題で頓挫。2007年に同じロンドンを本拠とするグラントソントンの現地ファーム、Grant Thornton UKと合併した。その後RSMはイギリスの提携ファームとして新たにベントリー・ジェニソン（Bentley Jennison）を加えたが、2009年には同じくイギリスの会計事務所であったテノングループに買収されRSM Tenonとなった。その後財務上の問題から2013年にベーカーティリーから買収されたのち、2015年からRSM UKとして再始動している（英国内第7位）。
現在RSMインターナショナルは120か国に760以上の拠点を有し、アメリカズ・ヨーロッパ・MENA（中東及び北アフリカ）・アフリカ・アジア太平洋の5つのエリアに38,000人以上の従業員が属する。

### 中国内におけるメンバーファームの遷移
RSMは中華人民共和国内において現地の中瑞岳華会計師事務所と提携していたところ、2013年に国富浩華会計師事務所（クロウ系列）と合併し瑞華会計師事務所となった。この合併により一時期は中国内にて普華永道（PwC）・徳勤（デロイト）に次ぐ第3位の規模につけた。一方で内部合意により提携先を一本化しなかったため、しばらくはRSMとクロウのダブルネットワーク状態が続いた。中国財務省は重複提携を原則認めない方針であったことから、2015年の「会計情報品質検査発表第32号」にて指摘がされたこともあり、瑞華は2018年11月1日にRSMとの提携解消を発表しクロウへの一本化を行った。この直後、瑞華は康得新事件・輔仁薬業事件といった現預金絡みの会計不正の影響で2019年より証券規制委員会の調査を受け、300社余りの上場クライアントが契約解除し数千人の会計士が脱退した。2018年に343社あった上場監査クライアントは2020年に35社まで減少し、中国国内における地位を大きく落とすこととなった。
RSMは新たな中国内における提携先として、クレストン・インターナショナルとの提携を解消した華普天健会計師事務所に瑞華の国際事業部のチームメンバー及びクライアントが移籍し、2018年12月21日に加入を発表した。華普天健は当時中国内第17位の規模で、翌2019年6月にRSMの意向により事務所名を容誠会計師事務所へ変更。2020年のランキングでは容誠は国内第11位の規模へ拡大している。

## 日本における活動
日本においては中堅のRSM清和監査法人（RSM Seiwa）が2009年（平成21年）にメンバーファームとして加盟し監査業務を提供する。RSM清和監査法人は税務業務を提供する清和税理士法人と提携しているが、RSMには加盟していない。税務分野におけるメンバーファームは税理士法人東京クロスボーダーズが担っている。
その他、アドバイザリー業務を提供する株式会社RSM東京共同FASが加盟している。以前は2009年（平成21年）加盟の東京共同会計事務所をメンバーファームとしていたが、その後国際業務対応のためRSMとの合弁で2013年（平成25年）に当該会社が設立され、メンバーファームを移している。株式会社RSM東京共同FASは、2018年4月に株式会社東京共同FASへ社名を変更している。2024年11月時点において、RSMネットワークのコレスポンデント・ファームではあるものの、RSMとしての取引は行っておらず、RSMはネットワークのメンバーではない。
2022年11月、汐留パートナーズがRSM Internationalに加盟し、RSM汐留パートナーズに社名が変更された。同時にRSM加盟の以下の5法人も社名変更によりRSMブランドに社名統一された。RSM汐留パートナーズ会社 RSM汐留パートナーズ税理士法人 RSM汐留パートナーズ社会保険労務士法人 RSM汐留パートナーズ行政書士法人 RSM汐留パートナーズ司法書士法人 